# Tiếng hát Truyền hình Thành phố Hồ Chí Minh
Tiếng hát Truyền hình Thành phố Hồ Chí Minh là một cuộc thi ca nhạc do Đài Truyền hình Thành phố Hồ Chí Minh tổ chức. Đây là cuộc thi nhằm "tuyển chọn các giọng ca triển vọng cho màn ảnh nhỏ và phong trào ca hát trên cả nước". Thể loại âm nhạc cuộc thi ưu tiên hơn cho các bài hát ca ngợi tình yêu quê hương, đất nước, dân ca.

## Lịch sử
Tiếng hát Truyền hình là một cuộc thi ca nhạc do Đài Truyền hình Thành phố Hồ Chí Minh tổ chức, được diễn ra từ tháng 9 – tháng 11 hằng năm, bắt đầu từ năm 1991 đến năm 2005. Năm 1991, với nhu cầu tìm kiếm những tài năng âm nhạc trẻ, Đài Truyền hình Thành phố Hồ Chí Minh đã tổ chức cuộc thi này với tên gọi ban đầu là "Tiếng hát Truyền hình Thành phố Hồ Chí Minh". Trải qua 15 lần tổ chức, cuộc thi này đã tìm ra những tài năng âm nhạc như: Trương Bảo Như, Như Quỳnh, Đông Đào, Như Hảo, Trúc Linh, Thu Minh, Minh Tuyết, Đàm Vĩnh Hưng, Hồng Ngọc, Đức Tuấn, Đoan Trang, Thanh Thúy, Thanh Ngọc,...
Từ năm 2006, cuộc thi được đổi tên thành Ngôi sao Tiếng hát Truyền hình, là phiên bản mới của Tiếng hát truyền hình với cơ cấu giải thưởng và thể loại âm nhạc đa dạng hơn

## Các thí sinh lọt vào vòng chung kết các năm
| Năm  | 1               | 2                          | 3                | 4 |
| ---- | --------------- | -------------------------- | ---------------- | --- |
| 1991 | Như Quỳnh       | Đông Đào Cam Thơ Khánh Duy | Hồ Lệ Thu        | La Sương Sương (†) |
| 1992 | Như Hảo         | Hoàng Thơ                  | Trúc Linh        | |
| 1993 | Thu Minh        | Minh Tuyết Ngô Vinh Hiển   | Hồ Thanh Danh    | Lê Thị Mỹ Hoàng |
| 1994 | Thanh Thúy      | Anh Bằng                   |                  | |
| 1995 | Đặng Thanh Sử   |                            |                  | Hồng Ngọc |
| 1996 | Lương Chí Cường |                            | Cát Tường        | Hồng Ngọc |
| 1997 | Tấn Đạt         | Trần Ngọc                  | Bùi Hương Giang  | Trần Vân Anh Đinh Văn Bình Bùi Đình Thụy Long (Cần Thơ) Nguyễn Ngọc Vân Lê Thị Ngọc Loan Phạm Quỳnh Như Nguyễn Mai Hiên. |
| 1998 | Thụy Vân        | Quốc Đại                   | Huỳnh Lợi        | Đàm Vĩnh Hưng, Quỳnh Giang Hạnh Nguyên                                                                                   |
| 1999 | Nam Khánh       |                            |                  | Vi Thảo |
| 2000 | Đức Tuấn        |                            | Đăng Minh        | Hồ Bích Ngọc |
| 2001 | Tú Anh          | Đoan Trang                 | Đông Quân        | Vi Thảo |
| 2002 | Bonneur Trinh   | Quốc Định                  | Anh Thuý         | Diệu Hiền Mai Thiên Vân                                                                                                  |
| 2003 | Hồ Bích Ngọc    | Lam Anh                    |                  | |
| 2004 | Khánh Ngọc      | Đình Nguyên                |                  | |
| 2005 | Hải Yến         | Thanh Ngọc                 | Hải Đăng Hồng Mơ | |

     Giải đặc biệt
     Giải nhất
     Giải nhì
     Giải ba
     Giải tư